# Rettenbach (pista sciistica)
La Rettenbach è una pista sciistica situata a Sölden, in Austria. Sul pendio che si snoda sul ghiacciaio omonimo si svolgono nel mese di ottobre gare di slalom gigante sia maschili sia femminili, le prime di ogni stagione agonistica della Coppa del Mondo di sci alpino, a partire dalla stagione 1993-1994.

## Tracciato
La partenza, uguale sia per gli uomini che per le donne, è ubicata a 3040 metri d'altitudine sul Ghiacciaio Rettenbach. Il primo tratto, di media pendenza, si sviluppa in curva verso destra, al termine del quale ci si immette nel lungo muro centrale, rettilineo, considerato uno dei più impegnativi di Coppa del Mondo per via della pendenza e del fondo spesso duro e barrato. La pendenza via via diminuisce fino a giungere nel raccordo, in curva verso sinistra, che immette sul piano finale, dove è necessario arrivare veloci per non perdere decimi preziosi prima del traguardo, posizionato ad un'altitudine di 2670 metri lungo la Ötztaler Gletscherstraße.

## Albo d'oro
Si riportano i podi relativi alle gare di Coppa del Mondo disputati sulla Rettenbach.

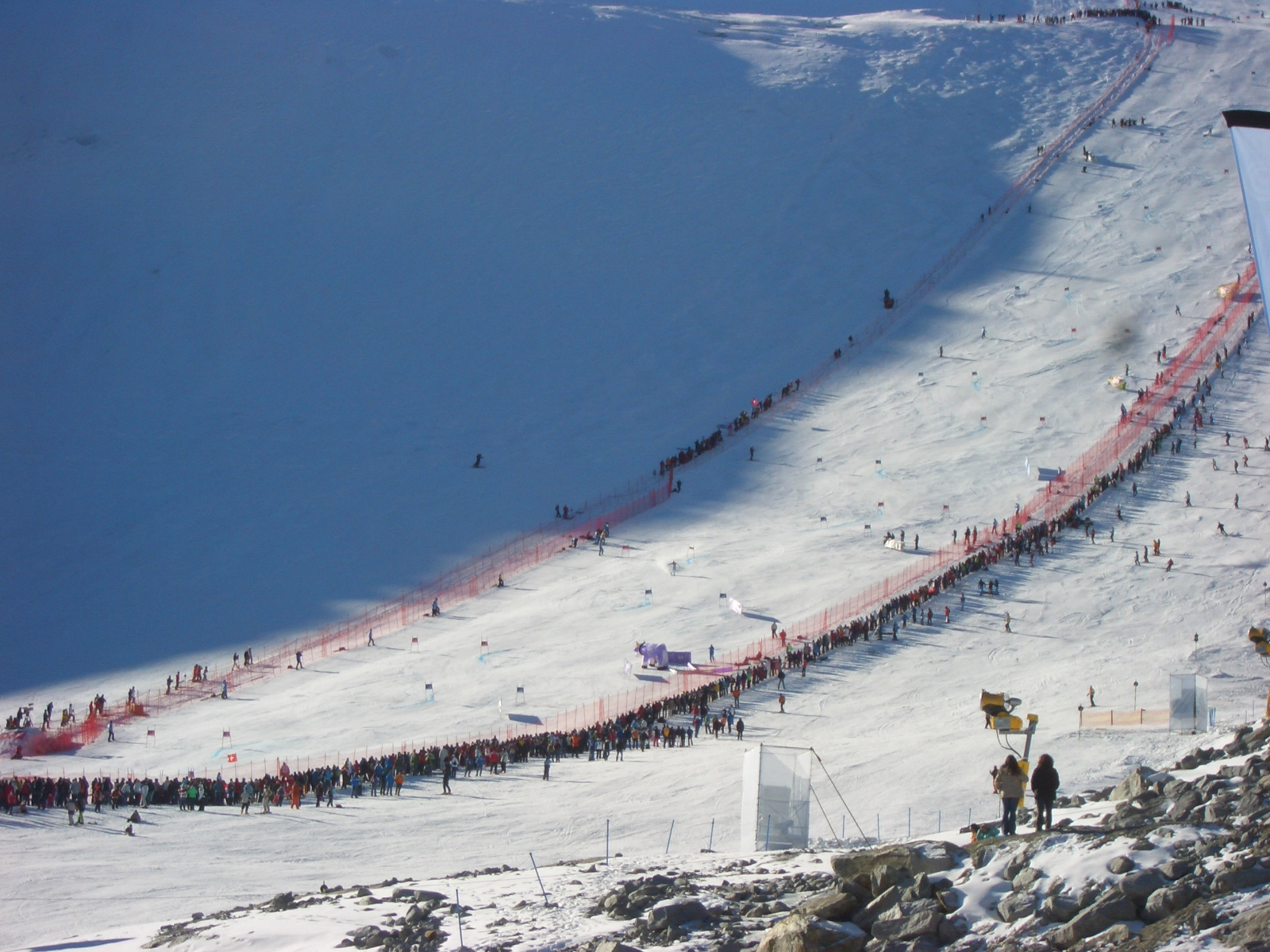
Benjamin Raich in gara sul raccordo nel 2008

### Uomini

#### Slalom gigante
L'atleta più vincente è lo statunitense Ted Ligety, che si è imposta sulla Rettenbach quattro volte.
| Data            | Competizione         | Primo                 | Secondo               | Terzo                |
| --------------- | -------------------- | --------------------- | --------------------- | -------------------- |
| 30 ottobre 1993 | Coppa del Mondo 1994 | Franck Piccard        | Fredrik Nyberg        | Kjetil André Aamodt  |
| 1994-1995       | non disputato        | non disputato         | non disputato         | non disputato        |
| 27 ottobre 1996 | Coppa del Mondo 1997 | Steve Locher          | Michael von Grünigen  | Kjetil André Aamodt  |
| 1997            | non disputato        | non disputato         | non disputato         | non disputato        |
| 25 ottobre 1998 | Coppa del Mondo 1999 | Hermann Maier         | Stephan Eberharter    | Heinz Schilchegger   |
| 1999            | non disputato        | non disputato         | non disputato         | non disputato        |
| 29 ottobre 2000 | Coppa del Mondo 2001 | Hermann Maier         | Stephan Eberharter    | Fredrik Nyberg       |
| 26 ottobre 2001 | Coppa del Mondo 2002 | Frédéric Covili       | Stephan Eberharter    | Michael von Grünigen |
| 27 ottobre 2002 | Coppa del Mondo 2003 | Stephan Eberharter    | Frédéric Covili       | Michael von Grünigen |
| 26 ottobre 2003 | Coppa del Mondo 2004 | Bode Miller           | Frédéric Covili       | Joël Chenal          |
| 26 ottobre 2004 | Coppa del Mondo 2005 | Bode Miller           | Massimiliano Blardone | Kalle Palander       |
| 23 ottobre 2005 | Coppa del Mondo 2006 | Hermann Maier         | Bode Miller           | Rainer Schönfelder   |
| 29 ottobre 2006 | Coppa del Mondo 2007 | annullato             | annullato             | annullato            |
| 28 ottobre 2007 | Coppa del Mondo 2008 | Aksel Lund Svindal    | Ted Ligety            | Kalle Palander       |
| 26 ottobre 2008 | Coppa del Mondo 2009 | Daniel Albrecht       | Didier Cuche          | Ted Ligety           |
| 25 ottobre 2009 | Coppa del Mondo 2010 | Didier Cuche          | Ted Ligety            | Carlo Janka          |
| 24 ottobre 2010 | Coppa del Mondo 2011 | annullato             | annullato             | annullato            |
| 23 ottobre 2011 | Coppa del Mondo 2012 | Ted Ligety            | Alexis Pinturault     | Philipp Schörghofer  |
| 28 ottobre 2012 | Coppa del Mondo 2013 | Ted Ligety            | Manfred Mölgg         | Marcel Hirscher      |
| 27 ottobre 2013 | Coppa del Mondo 2014 | Ted Ligety            | Alexis Pinturault     | Marcel Hirscher      |
| 26 ottobre 2014 | Coppa del Mondo 2015 | Marcel Hirscher       | Fritz Dopfer          | Alexis Pinturault    |
| 25 ottobre 2015 | Coppa del Mondo 2016 | Ted Ligety            | Thomas Fanara         | Marcel Hirscher      |
| 23 ottobre 2016 | Coppa del Mondo 2017 | Alexis Pinturault     | Marcel Hirscher       | Felix Neureuther     |
| 29 ottobre 2017 | Coppa del Mondo 2018 | annullato             | annullato             | annullato            |
| 28 ottobre 2018 | Coppa del Mondo 2019 | annullato             | annullato             | annullato            |
| 27 ottobre 2019 | Coppa del Mondo 2020 | Alexis Pinturault     | Mathieu Faivre        | Žan Kranjec          |
| 18 ottobre 2020 | Coppa del Mondo 2021 | Lucas Braathen        | Marco Odermatt        | Gino Caviezel        |
| 24 ottobre 2021 | Coppa del Mondo 2022 | Marco Odermatt        | Roland Leitinger      | Žan Kranjec          |
| 23 ottobre 2022 | Coppa del Mondo 2023 | Marco Odermatt        | Žan Kranjec           | Henrik Kristoffersen |
| 29 ottobre 2023 | Coppa del Mondo 2024 | annullato             | annullato             | annullato            |
| 27 ottobre 2024 | Coppa del Mondo 2024 | Alexander Steen Olsen | Henrik Kristoffersen  | Atle Lie McGrath     |

### Donne

#### Slalom gigante
L'atleta più vincente è la svizzera Lara Gut, che si è imposta sul Rettenbach tre volte.
| Data            | Competizione         | Prima                                 | Seconda                  | Terza               |
| --------------- | -------------------- | ------------------------------------- | ------------------------ | ------------------- |
| 31 ottobre 1993 | Coppa del Mondo 1994 | Anita Wachter                         | Sophie Lefranc-Duvillard | Carole Merle        |
| 1994-1995       | non disputato        | non disputato                         | non disputato            | non disputato       |
| 26 ottobre 1996 | Coppa del Mondo 1997 | Katja Seizinger                       | Deborah Compagnoni       | Hilde Gerg          |
| 1997            | non disputato        | non disputato                         | non disputato            | non disputato       |
| 24 ottobre 1998 | Coppa del Mondo 1999 | Andrine Flemmen                       | Alexandra Meissnitzer    | Deborah Compagnoni  |
| 1999            | non disputato        | non disputato                         | non disputato            | non disputato       |
| 28 ottobre 2000 | Coppa del Mondo 2001 | Martina Ertl                          | Andrine Flemmen          | Anja Pärson         |
| 27 ottobre 2001 | Coppa del Mondo 2002 | Michaela Dorfmeister                  | Sonja Nef                | Régine Cavagnoud    |
| 26 ottobre 2002 | Coppa del Mondo 2003 | Andrine Flemmen Nicole Hosp Tina Maze |                          |                     |
| 25 ottobre 2003 | Coppa del Mondo 2004 | Martina Ertl                          | Anja Pärson              | María José Rienda   |
| 26 ottobre 2004 | Coppa del Mondo 2005 | Anja Pärson                           | Tanja Poutiainen         | María José Rienda   |
| 22 ottobre 2005 | Coppa del Mondo 2006 | Tina Maze                             | Janica Kostelić          | Anja Pärson         |
| 28 ottobre 2006 | Coppa del Mondo 2007 | annullato                             | annullato                | annullato           |
| 27 ottobre 2007 | Coppa del Mondo 2008 | Denise Karbon                         | Julia Mancuso            | Kathrin Zettel      |
| 25 ottobre 2008 | Coppa del Mondo 2009 | Kathrin Zettel                        | Tanja Poutiainen         | Andrea Fischbacher  |
| 24 ottobre 2009 | Coppa del Mondo 2010 | Tanja Poutiainen                      | Kathrin Zettel           | Denise Karbon       |
| 23 ottobre 2010 | Coppa del Mondo 2011 | Viktoria Rebensburg                   | Kathrin Hölzl            | Manuela Mölgg       |
| 22 ottobre 2011 | Coppa del Mondo 2012 | Lindsey Vonn                          | Viktoria Rebensburg      | Elisabeth Görgl     |
| 27 ottobre 2012 | Coppa del Mondo 2013 | Tina Maze                             | Kathrin Zettel           | Stefanie Köhle      |
| 26 ottobre 2013 | Coppa del Mondo 2014 | Lara Gut                              | Kathrin Zettel           | Viktoria Rebensburg |
| 25 ottobre 2014 | Coppa del Mondo 2015 | Anna Fenninger Mikaela Shiffrin       |                          | Eva-Maria Brem      |
| 24 ottobre 2015 | Coppa del Mondo 2016 | Federica Brignone                     | Mikaela Shiffrin         | Tina Weirather      |
| 22 ottobre 2016 | Coppa del Mondo 2017 | Lara Gut                              | Mikaela Shiffrin         | Marta Bassino       |
| 28 ottobre 2017 | Coppa del Mondo 2018 | Viktoria Rebensburg                   | Tessa Worley             | Manuela Mölgg       |
| 27 ottobre 2018 | Coppa del Mondo 2019 | Tessa Worley                          | Federica Brignone        | Mikaela Shiffrin    |
| 26 ottobre 2019 | Coppa del Mondo 2020 | Alice Robinson                        | Mikaela Shiffrin         | Tessa Worley        |
| 17 ottobre 2020 | Coppa del Mondo 2021 | Marta Bassino                         | Federica Brignone        | Petra Vlhová        |
| 23 ottobre 2021 | Coppa del Mondo 2022 | Mikaela Shiffrin                      | Lara Gut                 | Petra Vlhová        |
| 22 ottobre 2022 | Coppa del Mondo 2023 | annullato                             | annullato                | annullato           |
| 28 ottobre 2023 | Coppa del Mondo 2024 | Lara Gut                              | Federica Brignone        | Petra Vlhová        |
| 26 ottobre 2024 | Coppa del Mondo 2024 | Federica Brignone                     | Alice Robinson           | Julia Scheib        |